# UKバイオバンク
UKバイオバンク(英: UK Biobank)は、遺伝的素質やさまざまな環境曝露（栄養、生活様式、薬物療法など）が疾患に対して与える影響を調査する、イギリスの長期大規模バイオバンク研究である。2006年に開始された。
グレーター・マンチェスターのストックポートに所在し、イングランドおよびウェールズとスコットランドにおける公認慈善事業である。

## 計画
この研究ではイギリスの中高年（40から69歳）のボランティア約50万人を追跡している。2006年から4年間で登録を行い、その後最低30年間は追跡調査を行う。
参加希望者は評価センターを訪れ、そこでコンピューター式アンケートに記入し、生活様式や既往歴、食習慣などに関する問診と、体重、身長、血圧といった基本的な身体検査を受け、そして尿および血液サンプルを採取される。このサンプルは後でDNAなど様々な検査に用いられる。イギリスの国民保健サービス(NHS)は中央化されているため、参加者のすべての発病や調剤の履歴がデータベースに蓄積される。
最初の身体検査に際して、参加者は身長、体重、血圧、肺活量、骨密度、眼内圧といった測定結果を知らされるが、仮にそれ以外の医学的な問題が発見されたとしても本人にもかかりつけ医にも通知されない。また後に、遺伝的リスク因子などが発見されても、本人にもかかりつけ医にも通知されることはない。
2012年以降、研究者はデータベースの利用を申請できるが、それは匿名化されており参加者個人に結びつく情報は得られない。これを用いて、たとえばがん、心臓病、糖尿病、アルツハイマー病といった特定の疾患を発症した参加者に由来するサンプルを、発症していない参加者に由来するサンプルと比較して、特定の遺伝子や、生活習慣、薬剤療法などの利点・リスク・相関関係などを明らかにする目的の研究を実施できる。
2017年には遺伝情報を含むデータベースが利用可能になった。
この時点で、参加者達はのべ130万回入院し、がんが4万例ありそのうち1万4千名が死亡している。

## 進展
オックスフォード大学の臨床試験サービスユニットが開発したシステムにより、研究の方法や利用する技術を段階的に進展させる方法を採っている。これは、複雑さが増していく一連の予備研究の間に評価期間をとるというもの。2005年中に内部での試験を実施したあと、2006年春にオルトリンガムの総合診療所で3800名の参加者の検査を行った。その年の夏に40歳から69歳の男女を35ヶ所の地域センターで募集するというプログラムが公表されたが、予想よりも順調に参加者が集まったため、2010年に目標の50万人に到達するまでに開設された地域センターは22に留まった。

## 調査項目
当初の調査項目は以下のとおり:
- ペーパーレスのインフォームドコンセント
- 生活様式や健康状態についてのタッチパネル式アンケート
- タッチパネル式記憶テスト
- 既往歴に関する看護師問診
- 血圧測定
- 身長・座高の測定
- 体重測定
- インピーダンス式体組成測定
- 握力測定
- 肺活量測定
- かかとの超音波式骨密度測定
- 血液・尿検体の採取

センター訪問式調査の有効性が検証された後に、以下の調査項目が追加された:
- 語音弁別検査
- 動脈脈波速度の測定
- 視力検査
- 眼内圧測定
- 屈折検査
- 眼底画像検査
- 網膜光干渉断層撮影
- 運動負荷心電図
- 唾液検体の採取
- 食事調査

## 倫理と統制
倫理と統制の枠組みのもとで運営されている
。
そこでは研究資源の作成、維持、利用に際してUKバイオバンクの運用基準が定められており、独立した倫理統制評議会がプロジェクトへの助言を行い、運用基準への適合を監視している。この評議会は参加研究者や一般大衆の関心についての助言も行う。
理事会は出資者である医学研究評議会(MRC)とウェルカム・トラストに対する説明責任を負い、
法人役員あるいは財団評議員として振る舞う。現在の理事長はマイケル・ローリンスである。

## 募集
2005年から2006年の予備段階に引き続き、2007年4月に本番が開始され、2010年7月までに目標の50万人を超え参加者募集は終了した。
応募者の大部分は健康で裕福な白人であった。UKバイオバンクは、より多くの参加者を募集するのではなく、同様の研究を遂行する他機関を支援することにしている。

## 利用状況
UKバイオバンクのデータは2012年3月に研究者からの応募を受け付けるようになった。
これはイギリス国内外の科学者に、機関の公私、営利・学術・慈善などを問わず利用可能であるが、研究が保健関連であり公衆の関心にそぐうかを審査される。研究者らは成果をopen source publication siteか学術雑誌に公表し、UKバイオバンクに報告することを義務づけられている。
2017年4月時点で、4600名の研究者が利用登録しており、かつ880名が申請中、また遂行済みまたは遂行中のプロジェクトは430にのぼる。UKバイオバンクのデータに基づいた査読済み論文は2017年1月までに130であった。

## 評価
この計画は、野心的な目標と独特の可能性を高く評価されている。計画の審査委員会は「幅広い研究に資する、現状では他にない可能性を持っている」と結論している。医学研究評議会の会長Colin Blakemoreは「科学者らに並外れた情報を与え」「将来世代にとって他にない資源となる」と予想している。
批判もある。遺伝情報の慎重な利用を主張する圧力団体GeneWatch UKは、計画が複雑で遺伝子と疾患との間に誤った関係を見出しかねないとし、患者からの遺伝情報が商業目的の特許の対象になるのではと懸念した。バイオバンクの代表は、そのようなリスクが「仮にあるとしても極めて小さい」としている。
参加者の募集法も当初は議論を呼んだ。NHSがバイオバンクに提供した名前、住所、生年月日に基づき書面が送られたのだが、これはイギリスの情報保護法制に則ってはいたものの、NHSが同意なく第三者に個人情報を提供したことが問題視された。

## 出資
UKバイオバンクは保健省、医学研究評議会、スコットランド政府、ウェルカム・トラストからの出資を受けている。参加者の募集と検査の段階だけで6200万ポンドの費用がかかった。